# Adilson Gavião
Adilson Gavião (Rio de Janeiro, 8 de agosto de 1950) é um compositor, instrumentista e produtor de música popular brasileira.
Compôs, em parceria com Robson Guimarães e Sereno, “A batucada dos nossos tantãs”, que em 1999 fez parte da trilha sonora do filme “Orfeu”, e que tinha sido gravada, 1993, pelo grupo Fundo de Quintal. Adilson perpassou por todas as fases do pagode, desde a primeira "conhecida como pagode samba de raiz", nos anos 1970, até a última delas que recebeu o nome de "pagode suingado", da década de 1990, e que é considerado o auge do ritmo. A letra de "A batucada dos nossos tantãs" reflete a afirmação do samba como representante da cultura popular, que "sofre estigmas e preconceitos, sendo relegado a um papel secundário ou inexistente". Ali o compositor resgata o elo do samba com as origens africanas, que resiste e se afirma.
É autor de sambas de enredo no carnaval do Rio de Janeiro, e de "composições gravadas por Almir Guineto, Fundo de Quintal, Jorge Aragão, Leci Brandão, entre outros", que tiveram sucesso. Em 2019 integrou o quadro de conselheiros da seccional fluminense da Ordem dos Músicos do Brasil, entidade que conta com mais de vinte mil associados.

## Discografia
- Bossa 89